# Miquel Simó i Sànchez
Miquel Simó i Sànchez   (Barcelona, 1906 - 27 de juliol de 1977) fou un pilot de motociclisme català molt popular entre els anys 20 i els 30, a banda d'un reputat inventor i fabricant de motocicletes, havent estat el creador, abans de la guerra civil espanyola, de la primera marca registrada per a motocicletes a l'estat espanyol: Simó. Dotat d'un gran enginy, fabricà també altres tipus de vehicle, com ara tricicles motoritzats i fins i tot algun petit automòbil.
La seva carrera esportiva com a pilot es veié estroncada a causa de l'accident que patí el 12 de juny de 1939 al Thourist Trophy de l'Illa de Man, en què topà de cap contra un pal de ciment. Des d'aleshores, necessità crosses per a desplaçar-se.

## Resum biogràfic
La passió pel motor li arribà ben aviat a Miquel Simó. El 1921, a 14 anys, començà a córrer amb una bicicleta equipada amb motor auxiliar DKW de 118 cc que ell mateix s'havia construït, amb la qual arribava als 85 km/h sense cap altra protecció que unes genolleres que li havia regalat un gran futbolista de l'època, Ricard Zamora.

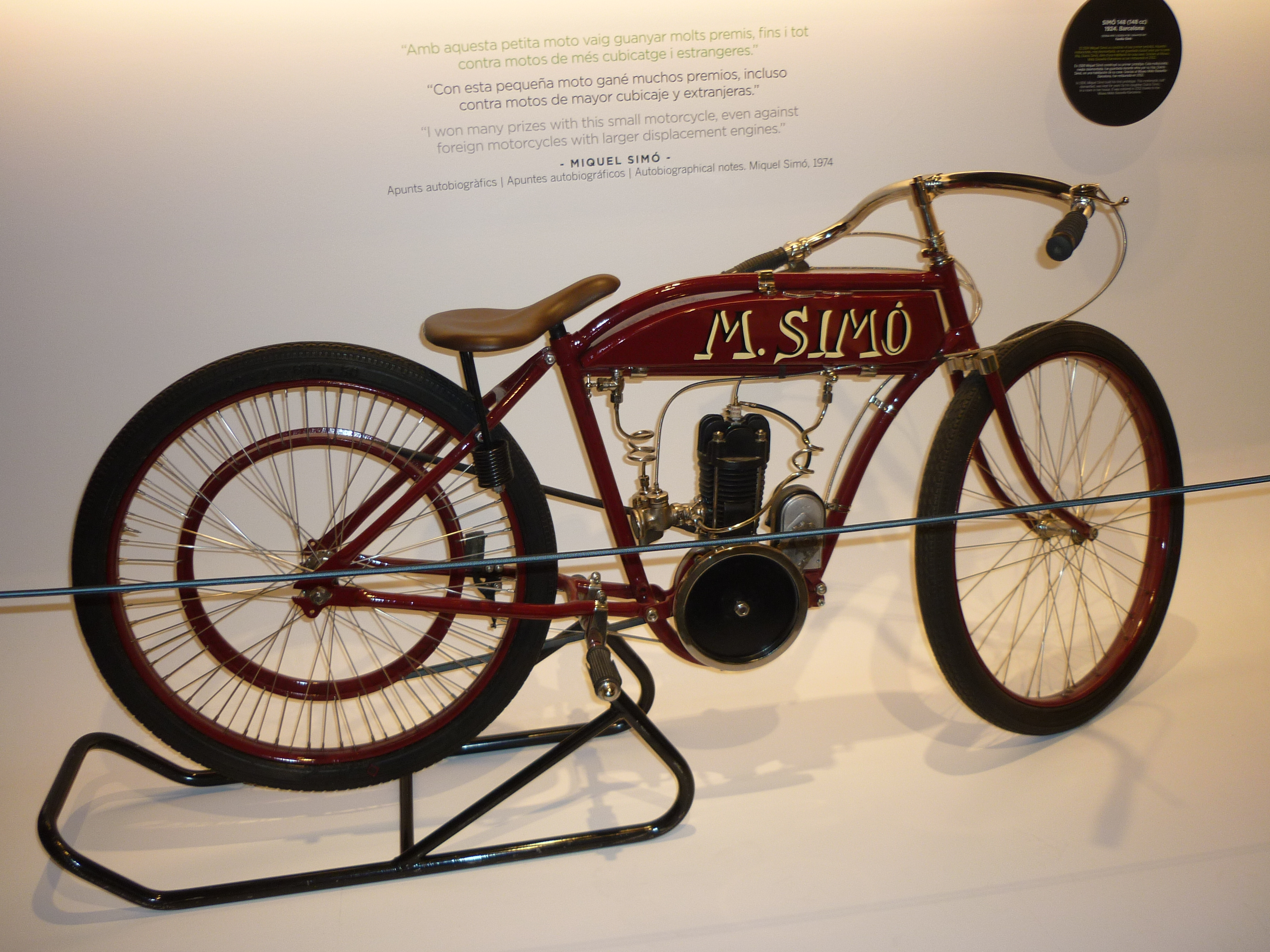
Simó 148cc de 1924, la primera motocicleta que construí

Poc després, mentre estudiava peritatge a l'Escola Industrial de Barcelona a quinze anys, Simó construí la seva primera moto. Arribats al projecte final va anunciar que faria un motor de motocicleta, provocant la riallada general dels seus companys. El director del centre, però, li donà totes les facilitats per a construir-ne un, de manera que Simó n'acabà construint un de 148 cc a dos temps, amb el qual equipà la seva primera motocicleta i hi començà a competir. Amb aquella moto guanyà algunes curses (a l'Autòdrom de Sitges, la Pujada a la Rabassada, etc.) i el 1924, en plena dictadura de Primo de Rivera, ja corria al Tour de Catalunya.

### Proveïdor de l'estat
Una visita del Ministre d'Indústria espanyol a l'Escola Industrial va permetre a Simó mostrar-li la seva obra i de passada li comentà que amb diners seria capaç de fer una màquina més moderna i ràpida. El 1927, rebé 2.500 pessetes com a ajut per a realitzar-la, creant aleshores també una 148 cc, però ara amb doble escapament, transmissió per cadena i frens davant i darrere. Tal com explicà més tard Simó, «Vaig llegir en un diari que existien subvencions governamentals per a les noves indústries i no vaig dubtar en plantar-me a Madrid amb la meva moto. Després de fer-m'hi tornar una vegada i una altra, em vaig trobar al Ministeri de la Guerra presentant-l'hi al general Primo de Rivera, qui me'n va encarregar 25 a 2.500 pessetes la unitat. Així és com del 1929 al 1932 vaig ser productor civil amb el model 148 cc i 250 cc a dos temps». Les seves motocicletes estaven destinades en principi a l'exèrcit espanyol i als serveis públics de Correus.
Però els negocis van anar de més a menys i el 1932, ja en plena II República espanyola, Simó abandonà la seva activitat amb el govern de l'estat i va entrar a treballar a la General Motors com a controlador.

### Èxits en competició
Amb el temps el seu desig de competició, aparcat mentre feia de fabricant, li retornà amb força i es va comprar i arranjar una Terrot 250 OPC per 1.000 pessetes. La seva carrera internacional s'encetà amb el Gran Premi del Circuit de Montjuïc, el 1934, i a partir s'aleshores assolí nombrosos èxits arreu d'Europa.
Durant la seva etapa com a pilot motociclista, no comptà amb cap ajut federatiu, ja que en aquella època no s'estilava. Només era soci del Reial Moto Club de Catalunya i corria com a particular, tret del període de 1935 a 1939, en què ho feu com a oficial de la marca Terrot. Durant tots aquells anys, només obtingué ingressos per part dels organitzadors dels Grans Premis. Durant la seva carrera, aconseguí victòries i bones classificacions a França, Alemanya, Àustria, Txecoslovàquia, Suècia i Anglaterra, països que recorria (així com tota la península Ibèrica) juntament amb la seva dona, en un cotxe al qual subjectava la moto en un estrep lateral.

### L'accident al Thourist Thophy
Simó va córrer quatre vegades al Thourist Thophy, la cursa motociclista per excel·lència en aquella època. El 1935, esdevingué el primer català a aconseguir una Rèplica TT, premi atorgat als pilots que entren amb un temps no superior al 10% del marcat pel guanyador. De les seves quatre participacions, dues se saldaren amb caiguda, la darrera de les quals, el 1939, posà fi a la seva carrera.
Aquell plujós 12 de juny, Simó estava completant la seva cinquena volta al circuit quan el pilot anglès que el precedia relliscà a l'entrada d'un revolt, trencant-se-li els dipòsits d'oli i de benzina en la caiguda. Simó, que entrà molt ràpid al viratge, va patinar amb el toll d'oli i benzina que s'hi havia format i va caure anant a 140 km/h, anant a estampar-se de cap contra un pal de ciment. Segons explicà el català força anys més tard, «La meva inseparable Terrot funcionava bé aquell dia i vaig pensar que faria un bon temps, així que vaig parar uns segons a desinflar un pèl els pneumàtics a causa de la pluja. El pilot de davant meu va caure i, malauradament, jo hi vaig anar darrere. Després vaig saber que la caiguda d'aquell pilot va deixar restes d'oli a la pista que amb l'aigua de la pluja no vaig poder veure i em va fer estampar contra el pal de ciment. El casc em va salvar la vida».
A causa del seriós accident, Simó hagué de romandre tres mesos a l'hospital (poc després que el cirurgià de l'hospital de l'Illa de Man li donés l'alta, es va declarar la Segona Guerra Mundial). Un cop tornat a Catalunya, va viure pràcticament en l'oblit del públic.

### Darrers temps
Un cop acabada la guerra civil espanyola, reprengué la fabricació de vehicles, en aquest cas produint motocarros, tricicles amb motor Hispano Villiers i fins i tot desenvolupant, conjuntament amb Carrosseries Marugat (antic col·laborador del fabricant barceloní d'automòbils Eucort) un reeixit microcotxe tipus ou, amb carrosseria de fibra de vidre, equipat amb el conegut motor Hispano Villiers de 197 cc. Aquest vehicle fou presentat a la Fira de Mostres de Barcelona de 1957, però no consta que fos portat a la producció en sèrie.
Cap al final de la seva etapa laboral, a la dècada de 1970, Simó es dedicava a arranjar cotxes antics, especialitzant-se en components diversos com ara magnetos, rodes, fars, botzines, etc. També era un preuat restaurador de motors antics.

## Palmarès
- 1r al Tourist Trophy espanyol.
- 1r a la Costa de Castrejana (País Basc)
- 2n al Gran Premi de Barcelona en 250 cc
- 3r al Premi de Bèlgica
- 2n al Dutch TT (Assen)
- 1r al Gran Premi de Barcelona en 350 cc (a una mitjana de 92 km/h, marcant la volta més ràpida a 98 km/h)
- 1r a França
- 1r a Àustria
- 1r a Alemanya
- 3r al Casc d'Or a Txecoslovàquia
- 2n a Malmö, Suècia
- 5è al seu primer Tourist Trophy

Els seus resultats tenien el mèrit afegit que, en aquella època, les motocicletes DKW anaven equipades amb compressor, la qual cosa els atorgava un considerable avantatge tècnic sobre la resta de corredors.

## Patents
Al llarg de la seva etapa com a fabricant, Miquel Simó inventà i patentà un bon nombre de ginys relacionats amb el món de l'automoció. Al registre estatal de pantents hi consten, entre d'altres, aquestes:
- Sistema de transmissió oscil·lant perfeccionada per a tricicles
- Tricicles amb la direcció a les dues rodes davanteres
- Perfeccionaments en els xassís i bastidors de tricicles i vehicles anàlegs
- Perfeccionaments en el mecanisme de tracció dels tricicles
- Perfeccionaments en les forquilles, suport, motor i direcció dels tricicles per a transport de càrrega i turisme